# Magyarnádalja
Magyarnádalja (Duits: Obernadelau) is een plaats (község) en gemeente in het Hongaarse comitaat Vas. Magyarnádalja telt 192 inwoners (2001).